# Murba
De Murba-partij (soms gezien als afkorting van Musyawarah Rakyat Banyak: "Overleg van het Gewone Volk"), ook wel de Proletariërspartij, was een politieke partij in Indonesië van 1948 tot 1973. De 'nationaalcommunistische' partij was bij de oprichting vrij vergelijkbaar met de Communistische Partij van Indonesië (PKI), maar Murba en de PKI werden na verloop van tijd elkaars grootste rivalen. Terwijl de PKI in 1966 werd verboden bleef Murba bestaan, totdat de partij in 1973 werd samengevoegd met andere partijen tot de Indonesische Democratische Partij (PDI).

## Geschiedenis
De Murba-partij werd op 7 november 1948, tijdens de Indonesische Onafhankelijkheidsoorlog, opgericht als "anti-fascistisch, anti-imperialistisch en anti-kapitalistisch" door Tan Malaka, Chaerul Saleh, Soekarni and Adam Malik.
Murba werd gezien als een extreem nationalistische en sociaal-radicale partij. De partij was daarbij seculier en gekant tegen toenemende islamitische invloed op de overheid. Murba had weinig invloed in de jaren 50. Bij de eerste vrije verkiezingen na de Indonesische onafhankelijkheid in 1955 behaalde de partij maar 2 van de 257 zetels in de Volksvertegenwoordigingsraad.
De invloed van Murba groeide in de periode van geleide democratie, onder andere doordat het de eerste partij was die president Soekarno openlijk steunde bij zijn concept van geleide democratie. Vanaf 1957 leverde Murba ministers in de opeenvolgende kabinetten Djoeanda, Kerja I, II, III en IV, en Dwikora I, met ministersposten voor Chaerul Saleh, Prijono en Adam Malik. Na het afzetten van Soekarno en de overgang naar de Nieuwe Orde van Soeharto op basis van de Supersemar bleef Adam Malik een hoge minister. Hij zou uiteindelijk zelfs vicepresident worden, maar toen was de Murba-partij al opgeheven.
Onder druk van president Soeharto werden in 1973 alle Indonesische oppositiepartijen samengevoegd in twee partijen: de islamitische Verenigde Ontwikkelingspartij (PPP) en de nationalistische, niet-islamitische Indonesische Democratische Partij (PDI). Murba werd samen met PNI, IPKI, Parkindo en de Katholieke Partij opgenomen in de PDI.

## Verkiezingsresultaten
| Jaar                | Stemmen | Percentage | Zetels  |
| ------------------- | ------- | ---------- | ------- |
| 1955 (DPR)          | 199.588 | 0,53%      | 2 / 257 |
| 1955 (Konstituante) | 248.633 | 0,66%      | 4 / 514 |
| 1971                | 48.126  | 0,08%      | 0 / 360 |